# Bắc Phong, Phù Yên
Bắc Phong là một xã thuộc huyện Phù Yên, tỉnh Sơn La, Việt Nam.
Xã Bắc Phong có diện tích 41,35 km², dân số năm 2015 là 2198 người, mật độ dân số đạt 53 người/km².